# Take Me
«Take Me» es el tercer sencillo del álbum Getting Away With Murder, lanzado por la banda de rock alternativo Papa Roach en 2005. 
Fue lanzado promocionalmente y no se realizó algún video musical de la canción.

## Lista de canciones
| Sencillo en CD |                               |          |  |
| N.º            | Título                        | Duración |  |
| 1.             | «Take Me» (Versión del álbum) | 3:26     |  |

## Posicionamiento
| País           | Lista (2005)           | Mejor posición |
| -------------- | ---------------------- | -------------- |
| Estados Unidos | Modern Rock Tracks     | 23             |
| Estados Unidos | Mainstream Rock Tracks | 11             |